# 高速北千葉線
高速北千葉線（こうそくきたちばせん）は、首都高速中央環状線の平井大橋付近から北千葉道路、東京外環自動車道の北千葉JCTに至る、地域高規格道路の候補路線である。地域高規格道路には11号線として指定されているが、現在、事業化に至っておらず実現しても首都高速道路になるとは限らない。